# Nowogrodziec
Nowogrodziec (tuż po wojnie Nowimburk, niem. Naumburg am Queis) – miasto leżące na Śląsku (Dolnym Śląsku), w województwie dolnośląskim, w powiecie bolesławieckim, siedziba władz gminy miejsko-wiejskiej Nowogrodziec. W latach 1975–1998 miasto administracyjnie należało do woj. jeleniogórskiego.
Według danych GUS z 1 stycznia 2023 r. miasto liczyło 4122 mieszkańców (621. miejsce w kraju).

## Położenie
Nowogrodziec położony jest w południowo-zachodniej części województwa dolnośląskiego w powiecie bolesławieckim nad Kwisą i Iwnicą. Miasto liczące nieco ponad 4 tys. mieszkańców rozłożone jest w dolinie rzeki, na obszarze Borów Dolnośląskich oraz na skraju Niziny Śląskiej. Miasto leży przy drodze wojewódzkiej nr 357 relacji Osiecznica–Radomierzyce oraz w odległości 4,5 km od drogi krajowej nr 94 (Wrocław–Zgorzelec). Oprócz tego z Nowogrodźca wybiegają drogi lokalne do Gierałtowa, Lwówka Śląskiego, Brzeźnika i Zebrzydowej.
Przez miasto przebiega linia kolejowa Jelenia Góra–Żagań. W mieście znajduje się czynna stacja kolejowa.

## Historia

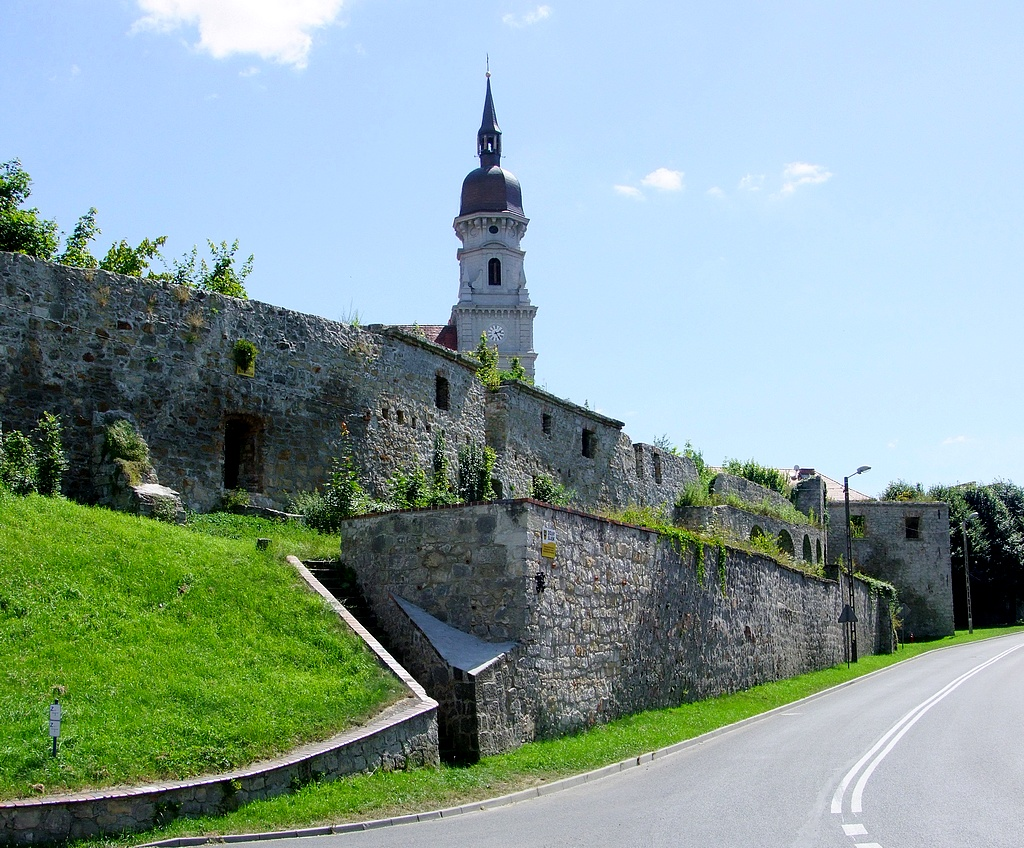
Zespół klasztorny magdalenek wraz z obwarowaniami, (XVIII-XIX w.)

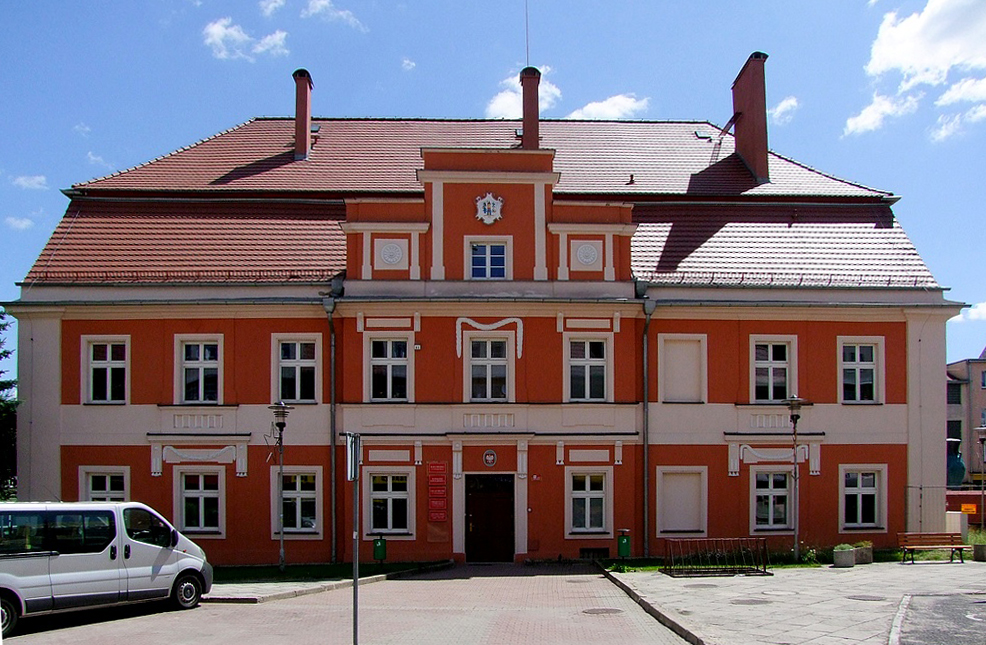
Ratusz w Nowogrodźcu

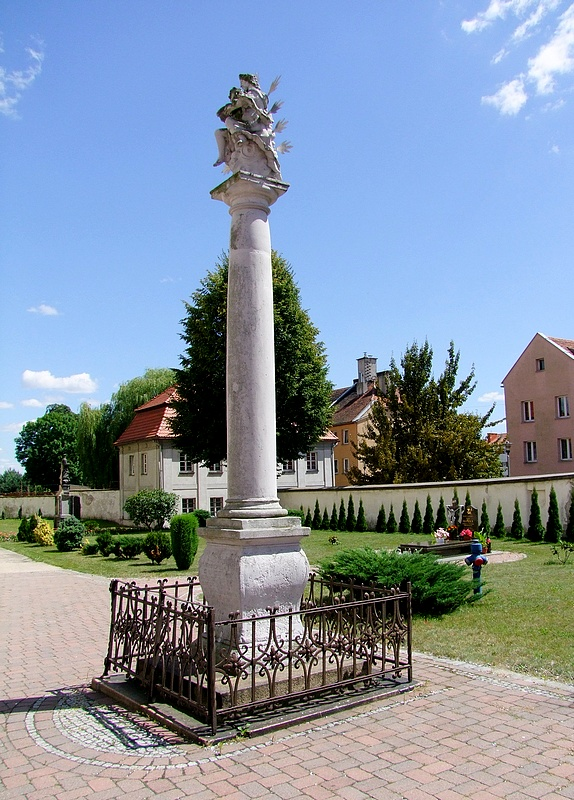
Barokowa kolumna przed wejściem do kościoła pw. św. Pawła i Piotra

Pierwszymi osadnikami byli Bobrzanie, którzy wykorzystali dogodne położenie grodu na wysokim wzniesieniu. Wzgórze, które opływają dwie rzeki Kwisa i Iwnica stanowiło dobry punkt kontrolny dla brodu, którym przeprawiali się kupcy zmierzający wzdłuż Kwisy w kierunku północnym. Stanowiło ono też świetny bastion obronny. Potwierdzeniem tego są znalezione stare monety i przedmioty rzymskie w mieście. Przez teren miasta i gminy przebiegał szlak "Via Regia" czyli "Królewska Droga". Był to szlak handlowy prowadzący z zachodu na wschód.
Nowogrodziec był związany w późniejszym okresie z dynastią Piastów Śląskich.
Prawa miejskie miastu nadał książę Henryk Brodaty. Nowogrodziec był na przestrzeni wieków własnością książąt legnickich, głogowskich, świdnicko-jaworskich. Wraz z powstaniem na początku XIII wieku klasztoru nowogrodzieckiego, nastąpił dynamiczny rozwój kościoła jak i miasta. Mniszki z klasztoru dzięki swym staraniom doprowadziły do miasta wodę budując w 1500 wodociąg miejski. Najubożsi mieszkańcy Nowogrodźca mogli korzystać ze źródlanej wody za darmo. Współpraca klasztoru z miastem nie zawsze układała się dobrze, gdyż dochodziło do różnych kłótni, głównie o prawo połowu ryb w Kwisie, prawo do sądownictwa czy przywilej warzenia piwa.
Znaczenie miasta rosło w związku z obecnością na jego terenach złóż gliny. Znaczny rozwój miasta zapewniło także XV-wieczne prawo cechowe, które ustalało liczbę warsztatów jednego cechu w mieście. To tutaj przybyły z sąsiedniego Bolesławca Jonasz Anders założył swój warsztat. Nastąpiło to w 1547. Po tym okresie aż do XX wieku mieszkańcy utrzymywali się z produkcji wyrobów ceramicznych.
Nowogrodziec znajdował się najpierw pod panowaniem Polski, potem do śmierci księżnej Agnieszki w przyjaznym Polsce księstwie świdnicko-jaworskim.
Po wygaśnięciu piastowskiej linii książęcej, miasto weszło pod panowanie korony Czeskiej. Właścicielami Nowogrodźca były rody von Landeskrone, von Rechenberg, von Haugwitz i von Warnsdorf. Od XVIII wieku miasto znajdowało się we władaniu Prus.
W 1527 miasto nawiedziła epidemia dżuma, która zabiła większość mieszczan. Jedynymi ocalałymi z epidemii były trzy pary małżeńskie oraz mieszkańcy klasztoru. Nowi mieszkańcy miasta postanowili wybudować świątynię i nazwać ją Kościołem Ofiarowania. Kościół ten został ukończony dopiero w 1657, a do naszych czasów zachował się jedynie fragment fundamentów na cmentarzu komunalnym.
Nowogrodziec przez lata był też dewastowany przez działania wojenne. Miasto niszczone było przez Husytów w XV wieku, Szwedów w XVII wieku, także podczas wojen śląskich. Mimo to miasto szybko podnosiło się ze zniszczeń i odbudowywało.
W 1817 powstał pierwszy telegraf, a wkrótce potem przez Zebrzydową poprowadzono Dolnośląsko-Brandenburską Kolej Żelazną. Miasto w XX wieku dynamicznie się rozwijało, co przejawiało się dużymi inwestycjami oraz znacznym poprawieniem standardu życiowego mieszkańców Nowogrodźca. Już w 1900 miasto otrzymało prąd elektryczny, a jako pierwsze zostały oświetlone główne arterie komunikacyjne miasta. Również w tym samym roku w mieście założono pierwsze linie telefoniczne. Równocześnie rozbudowywano się połączeń kolejowych. W 1903 ukończono linię z Lwówka Śląskiego przez Nowogrodziec do Żagania, a rok później, (1904), po dwóch latach budowy otwarto dworzec kolejowy.
Nowogrodziec przeszedł bez większych zniszczeń I wojnę światową, lecz olbrzymie zniszczenia przyniosła II wojna światowa. Większość zabytkowych domów i kamieniczek w centrum uległa zniszczeniu w wyniku zaciętych walk w lutym 1945.
31 grudnia 1959 roku do Nowogrodźca włączono Ołdrzychów.

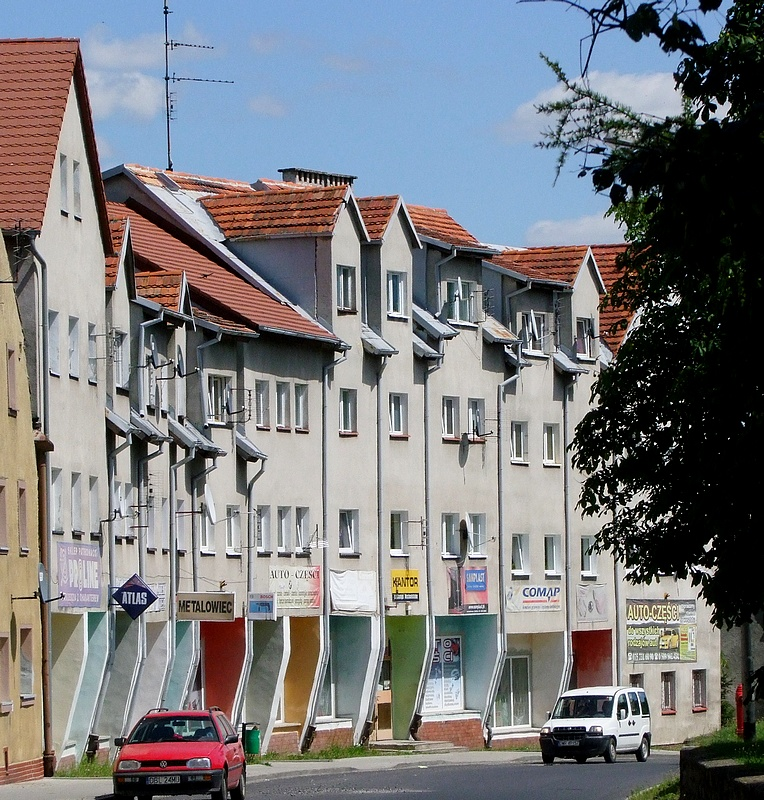
Zabudowa powojenna

Po wojnie Nowogrodziec rozwijał się wolniej. Powstało kilka inwestycji, nowe zakłady przemysłowe, instytucje kultury i oświaty. Miasto najpierw należało do województwa wrocławskiego (najpierw z siedzibą w Legnicy a potem we Wrocławiu. Do 1975 leżał w powiecie bolesławieckim. Reforma administracyjna z 1975 umieściła Nowogrodziec w nowo powstałym województwie jeleniogórskim. Ponowna reforma administracyjna z 1998 ponownie umieściła miasto w powiecie bolesławieckim województwa dolnośląskiego.
W 2003 miasto Nowogrodziec obchodziło uroczyście 770-lecie nadania praw miejskich. Obecnie (styczeń 2023 r.) miasto liczy nieco ponad 4,1 tys. mieszkańców i jest lokalnym ośrodkiem usługowym, przemysłowym, i administracyjnym.

## Demografia
Piramida wieku mieszkańców Nowogrodźca w 2014 roku.

## Zabytki

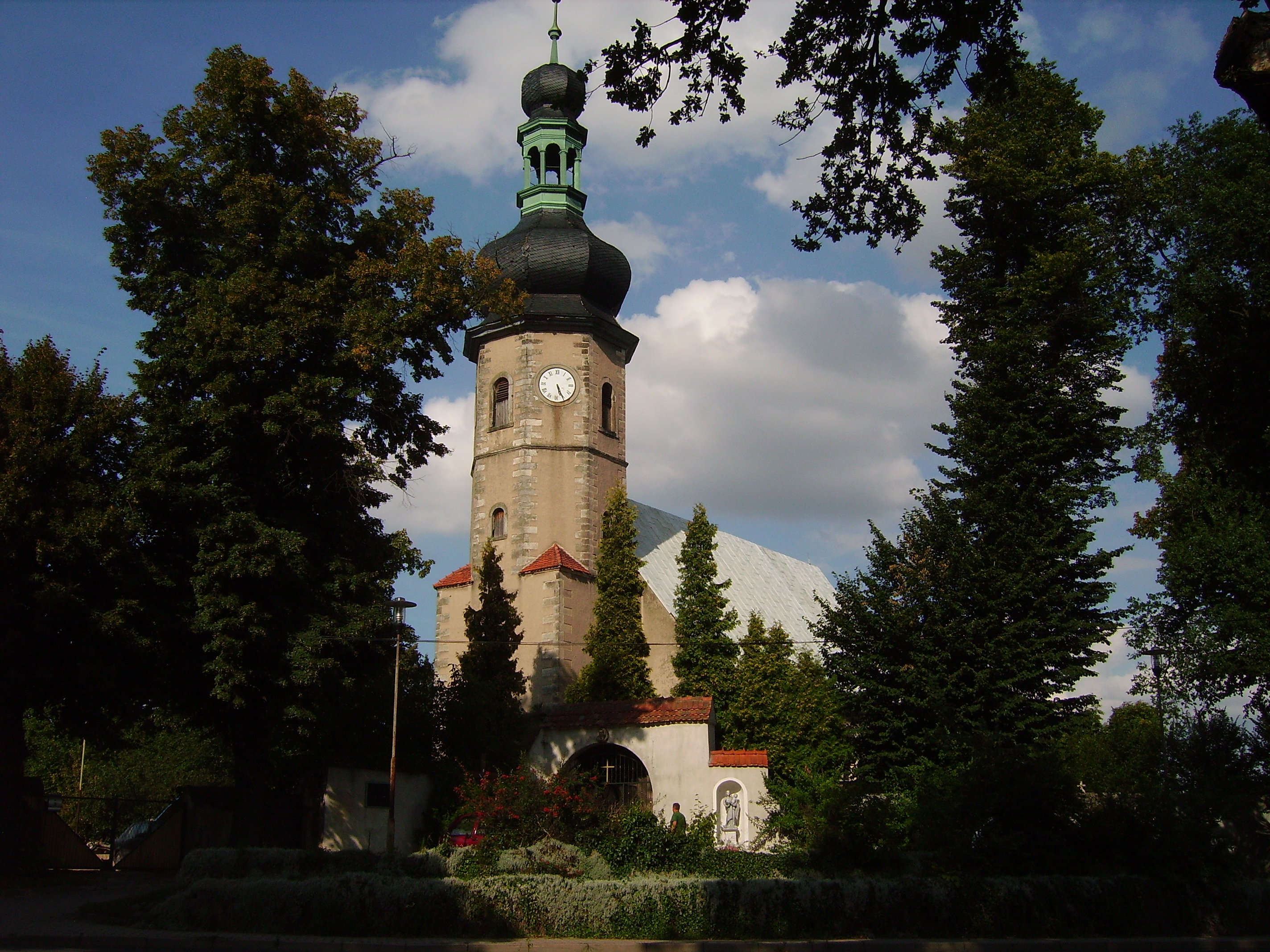
Kościół św. Mikołaja

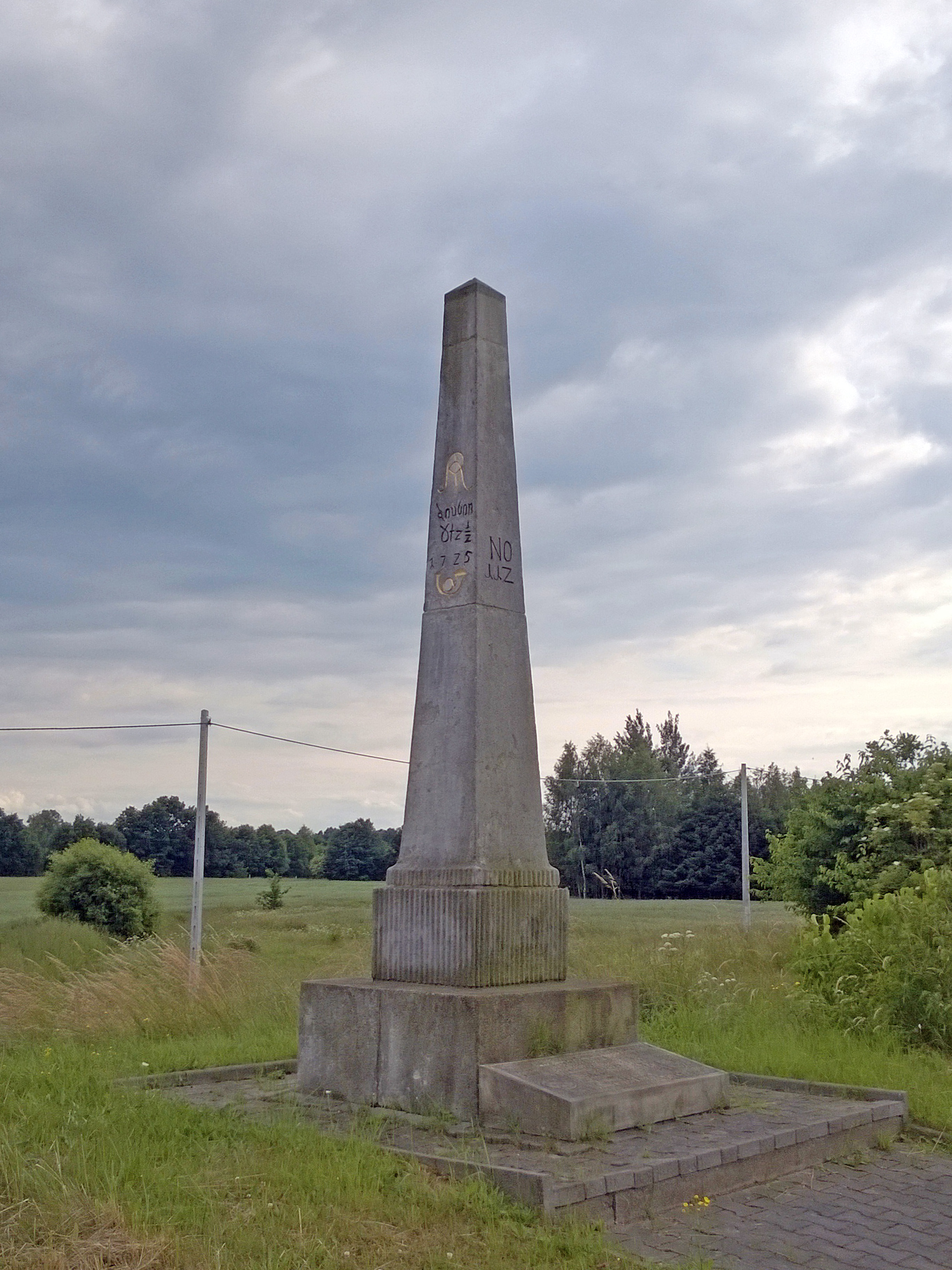
Słup milowy króla Augusta II z 1725 r.

Do wojewódzkiego rejestru zabytków wpisane są:
- miasto (ośrodek historyczny)
- zespół klasztorny magdalenek, XVIII-XIX w.:
  - późnobarokowy kościół parafialny pw. św. Pawła i Piotra
  - ruina klasztoru Magdalenek z XIII w. (w 2015 zawaleniu uległa część otaczającego klasztor muru fortecznego z XVII wieku)[9].
- mury obronne, pozostałości z ok. 1500 r.
- ratusz z 1795 roku, przebudowany w 1880 r.
- plebania, obecnie dom mieszkalny, ul. Kościelna (dec. Klasztorna) 1, z 1790 r.
- szkoła, obecnie plebania, ul. Kościelna 1, z 1766 r.
- kamieniczki przy okolicznych uliczkach rynku:
  - dom, ul. Kościelna 3, z XVIII w.
  - dom, Kościelna 15, z drugiej poł. XIX w.
  - dom mieszkalno-gospodarczy na Ołdrzychowie, ul. Ołdrzychowska 26, z pierwszej poł. XIX w.,
  - dom, ul. Szpitalna 10, z 1850 r.

inne zabytki:
- barokowa kamienna figura św. Jana Nepomucena
- wieża widokowa wybudowana w latach 1879-1890,
- kościół ewangelicki
- kościół św. Mikołaja
- plebania z 1726 roku
- kamienny drogowskaz z początku XIX wieku
- słup milowy Poczty Saskiej z 1725 r. z monogramem króla Polski Augusta II Mocnego (AR – łac. , pol. Król August)
- cmentarz żołnierzy Armii Radzieckiej poległych w walkach z Niemcami w 1945 r. (222 groby)

## Transport

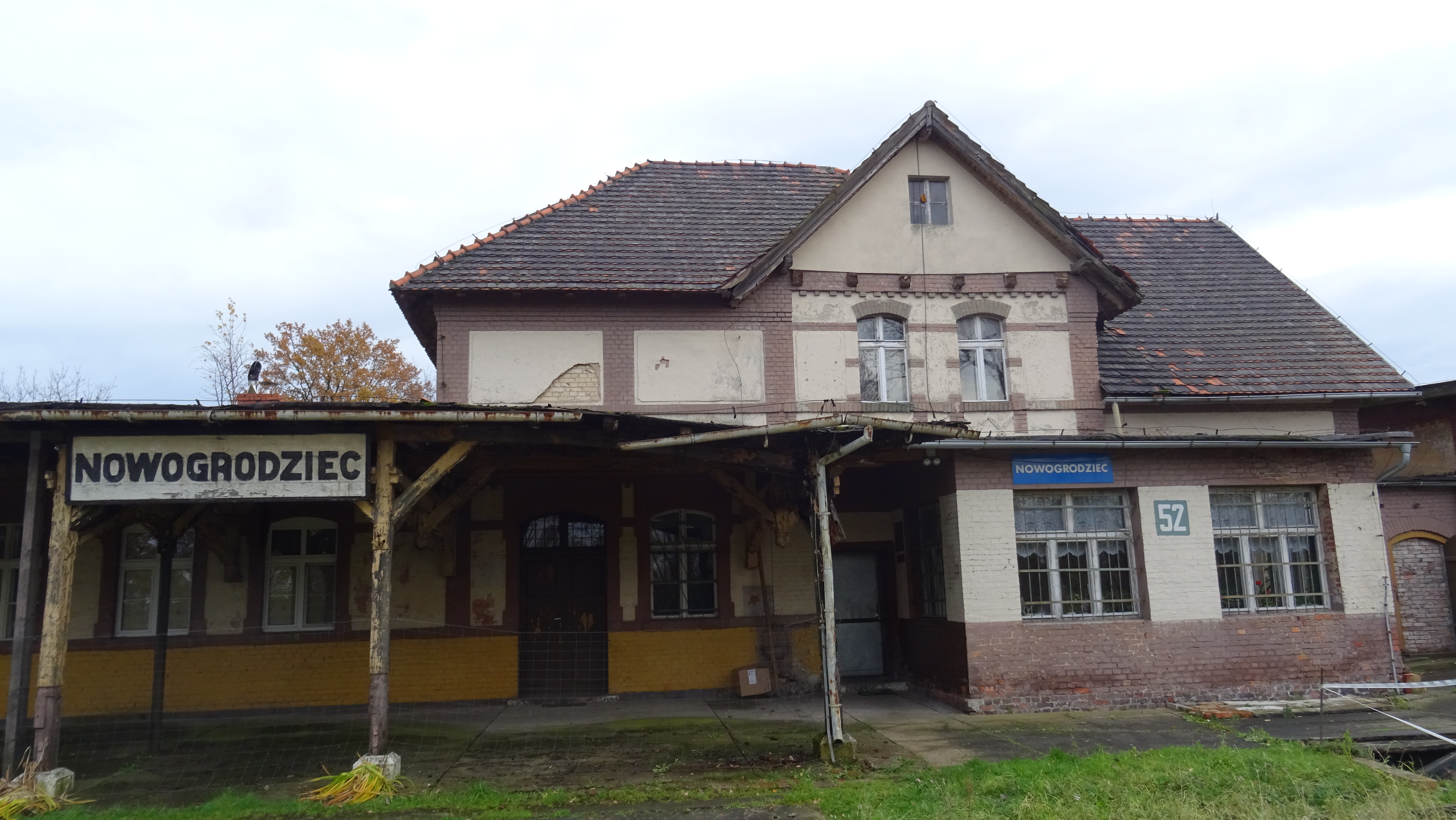
Stacja kolejowa Nowogrodziec

### Drogi
Przez Nowogrodziec przebiega droga wojewódzka nr 357 oraz drogi powiatowe w kierunku Bolesławca i Lwówka Ślaskiego.

### Linie kolejowe
W miasteczku zlokalizowana jest stacja kolejowa na linii kolejowej nr 283.

### Komunikacja publiczna

#### PKS
- PKS w Bolesławcu Sp. z o.o.[10]
- PKS w Lubaniu Sp. z o.o. (obecnie pod nazwą PKS Voyager)[11]

#### Prywatni przewoźnicy
- Auto-Linie[12]
- Busiki S.C.[13]

## Gospodarka
Nowogrodziec jest lokalnym ośrodkiem usługowo-handlowym, i przemysłowym. W mieście nie ma wielu zakładów przemysłowych. Mimo to istnieje kilka większych podmiotów gospodarczych:
- Kopalnie Surowców Mineralnych "Surmin-Kaolin" S.A. – producent kaolinu dla przemysłu ceramicznego i szklarskiego
- Klinkiernia "Ołdrzychów" Sp. z o.o. – producent cegły klinkierowej
- Noelken sp. z o.o. – producent półproduktów do produkcji kosmetyków
- Przedsiębiorstwo Konserwacji Urządzeń Wodnych i Melioracyjnych "Meliobud" sp. z o.o. – wykonuje usługi wodne i melioracyjne

W pobliskiej wsi Wykroty utworzono podstrefę Nowogrodziec Kamiennogórskiej Specjalnej Strefy Ekonomicznej Małej Przedsiębiorczości S.A. w której działa kilka podmiotów:
- Ziołopex – producent przypraw i dodatków piekarsko-ciastkarskich, konfekcjonowanie bakalii
- Cerrys sp. z o.o. – producent farb i lakierów
- CM3 – producent metalowych kontenerów
- BDN Polska
- Weber Hydraulika – producent elementów metalowych i hydraulicznych
- HMS Polska – producent maszyn do obróbki galwanicznej płyt drukowanych
- Lovink Polska – usługi w zakresie emaliowania produktów używanych w gospodarstwie domowym

Oprócz tego w mieście istnieje szereg sklepów, punktów usługowych, kilka hurtowni, działają serwisy samochodowe. Istnieje poczta, ośrodek zdrowia, posterunek policji, stacja benzynowa.

## Walory przyrodnicze

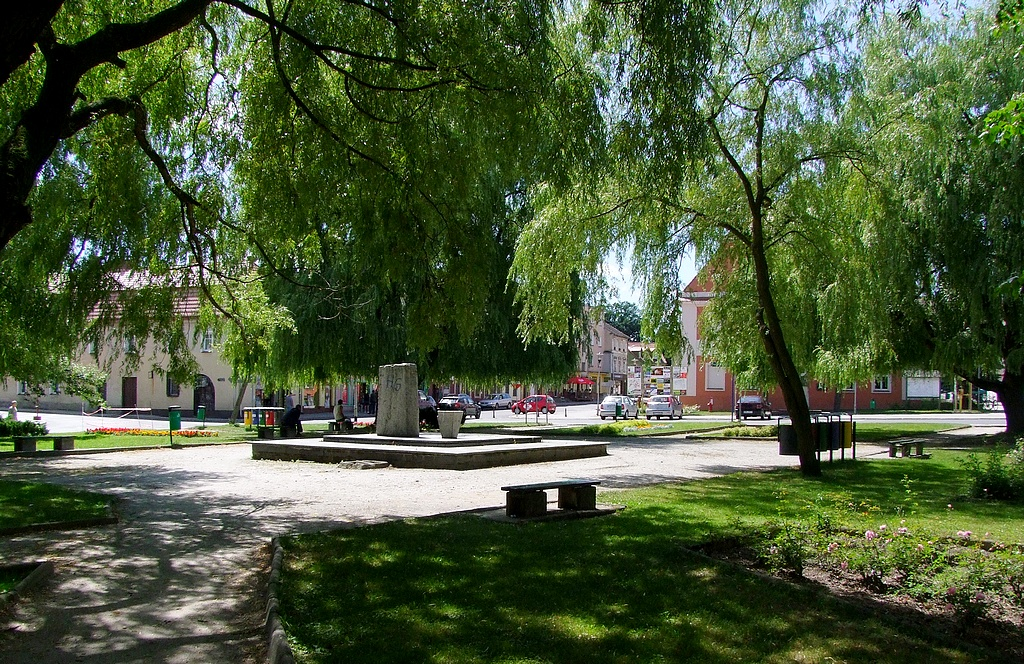
Park w centrum miasta

Nowogrodziec jest terenem atrakcyjnym pod względem przyrodniczym. Na terenie gminy Nowogrodziec znajduje się 17 pomników przyrody, które umiejscowione są na terenach czterech zabytkowych parków w Wykrotach, Zebrzydowej, Gościszowie i Gierałtowie. Najbardziej znanym pomnikiem przyrody jest "bluszcz kolejarzy" który oplata jedną ze ścian stacji PKP w Zebrzydowej.

## Edukacja
W Nowogrodźcu istnieje możliwość zdobycia wykształcenia na poziomie przedszkolnym, podstawowym oraz gimnazjalnym. W mieście istnieje Szkoła Podstawowa im. Bolesława Chrobrego, Gimnazjum Miejskie w Nowogrodźcu oraz Przedszkole Samorządowe. Ogółem do tych szkół uczęszcza ponad 1100 uczniów. Nowogrodzieckie szkoły podstawowe i gimnazja realizują tzw. programy wychowawcze które maja na celu rozwijanie osobowości ucznia, jego poczucia silnej tożsamości. Oprócz tego w wielu szkołach prowadzone są liczne zajęcia pozalekcyjne, głównie sportowe ale także zajęcia z języka polskiego, matematyki czy plastyki. Ciekawe są zajęcia z informatyki czy prowadzone chóry dziecięce i młodzieżowe.

## Kultura
Główną instytucją kulturalną i animatorem życia kulturalnego w Nowogrodźcu jest Gminne Centrum Kultury i Sportu. Prowadzi ono zajęcia w kilku sekcjach i stowarzyszeniach. Są to: sekcja języków obcych, sekcja karate, aerobik, tenis stołowy, klub młodzieżowy, chór, sekcja taneczna, koło harcerskie, sekcja gier zespołowych. GCKiS prowadzi i utrzymuje także Bibliotekę Publiczna Miasta i Gminy w Nowogrodźcu. Instytucja ta jest także organizatorem wielu imprez sportowo-kulturalnych wśród których najważniejsze to NOWOgrodziec NA FOLKOWO, Gminny Konkurs na Pisankę-Kraszankę, Kwietniowe spotkania na planszy, Dni Gminy Nowogrodziec, Dożynki Gminne, Bal Mikołajkowy, Bieg Uliczny Nowogrodzka Dziesiątka oraz Pečenica czyli Święto Pieczonego Prosiaka.

## Sport i rekreacja
W Nowogrodźcu istnieje stadion miejski którym zarządza Gminne Centrum Kultury i Sportu. Centrum to organizuje także wiele imprez sportowych w mieście i gminie m.in. deblowy turniej tenisa stołowego, halowy turniej piłki nożnej o puchar Burmistrza Nowogrodźca, turniej szachowy, miniturniej koszykówki Kosz, turniej rzutek sportowych, halowa liga unihokeja. W Nowogrodźcu istnieje Miejski Klub Sportowy Chrobry Nowogrodziec, który został założony w 1948 roku.

## Współpraca międzynarodowa
Miasta partnerskie:
- Großdubrau
- Srbac
- Przemyślany
- Lomnice nad Popelkou
- Gorzyce